# Dzwon Grzesznika

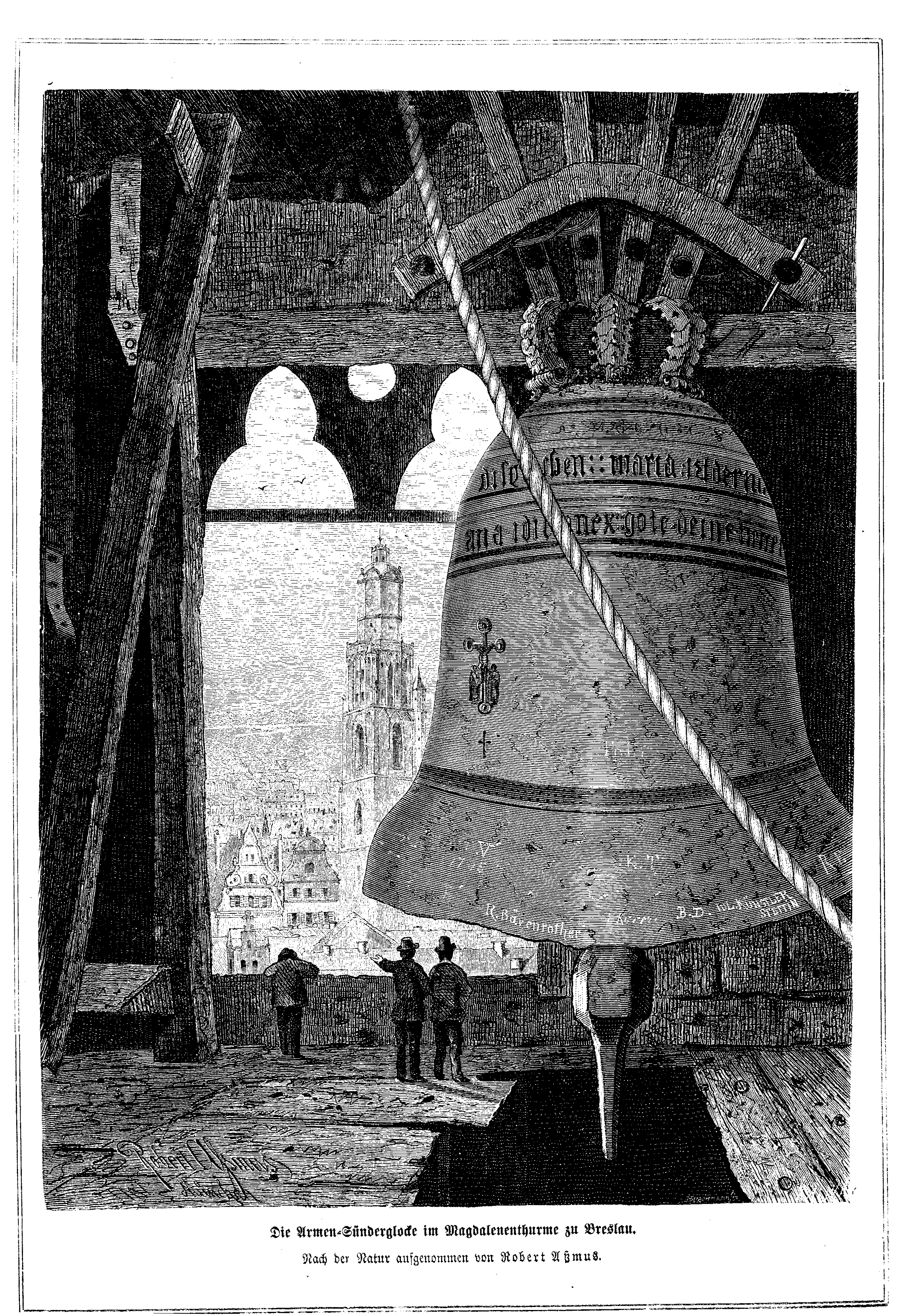
Dzwon Grzesznika na karcie pocztowej z XIX w.

Dzwon Grzesznika – 113-cetnarowy (ok. 5,8 ton) dzwon, zawieszony w 1386 (prawdopodobnie 17 lipca) w południowej wieży Katedry św. Marii Magdaleny we Wrocławiu. Miał wysokość 180 cm, obwód 6,3 metra i grał ton H; do jego rozkołysania potrzeba było ponad pół minuty pracy dzwonników.
Zamówienie na wykonanie spiżowego dzwonu przyjął wrocławski mistrz ludwisarski, Michael Wilde, którego ludwisarnia mieściła się przy Neue Gasse. Legenda głosi, że po przygotowaniu formy i potrzebnej ilości roztopionego metalu oddalił się z warsztatu, pozostawiając tam jedynie swego czeladnika, który przez nieostrożność spowodował, że wypadł czop zamykający tygiel, w którym podgrzewano stop, i zawartość tygla spłynęła do formy. Czeladnik pobiegł do mistrza błagać o wybaczenie, ale rozwścieczony Wilde zabił go ciosem noża. Sam dzwon, pomimo że odlany bez kontroli mistrza, udał się i nie miał żadnych usterek. Wilde za morderstwo skazany został na śmierć, przy czym według legendy w ostatnim słowie poprosił, aby mógł posłuchać przed śmiercią bicia dzwonu; zgodę uzyskał i stracony został na szafocie przy akompaniamencie dźwięków swego dzieła.
Niemiecko-łacińska inskrypcja na dzwonie miała następującą treść (obok próba tłumaczenia na język polski):
| Maria ist der Name mein, selig musen alle die seyn, die mein lut hören, oder vernehmen spate oder fruh die sprechen Gote dem Herren zu. O Rex Gloria vene cum pace amen. Anno Domini MCCCLXXXVI fusa est haec campana in die Alexii. | Maria jest imię me, Bogiem sławieny będzie, kto mój dźwięk słyszy lub późno czy wczas do Pana Boga swój zwróci głos. Przyjdź z pokojem, Królu Chwały. Amen. Roku Pańskiego 1386 odlano dzwon ten w dzień Aleksego. |

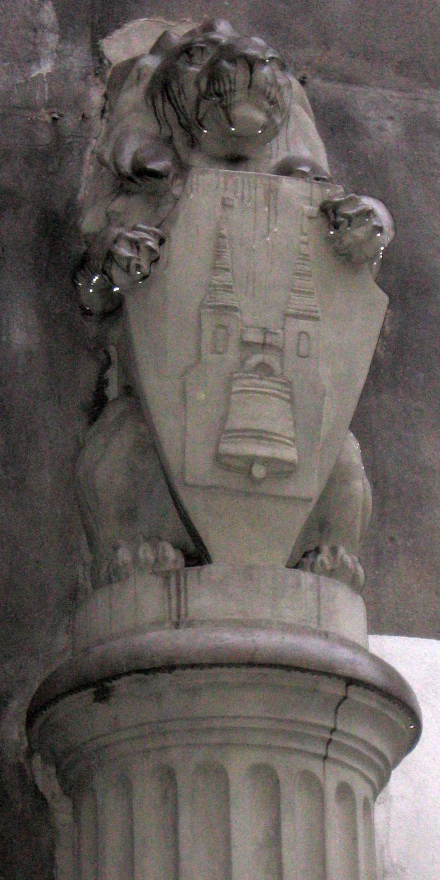
Kościół Marii Magdaleny (z widocznym charakterystycznym Mostkiem Czarownic) oraz Dzwon Grzesznika na tarczy trzymanej przez lwa na filarze obok wejścia do budynku dzisiejszego Liceum Plastycznego, w sąsiedztwie niegdysiejszej ludwisarni Wildego

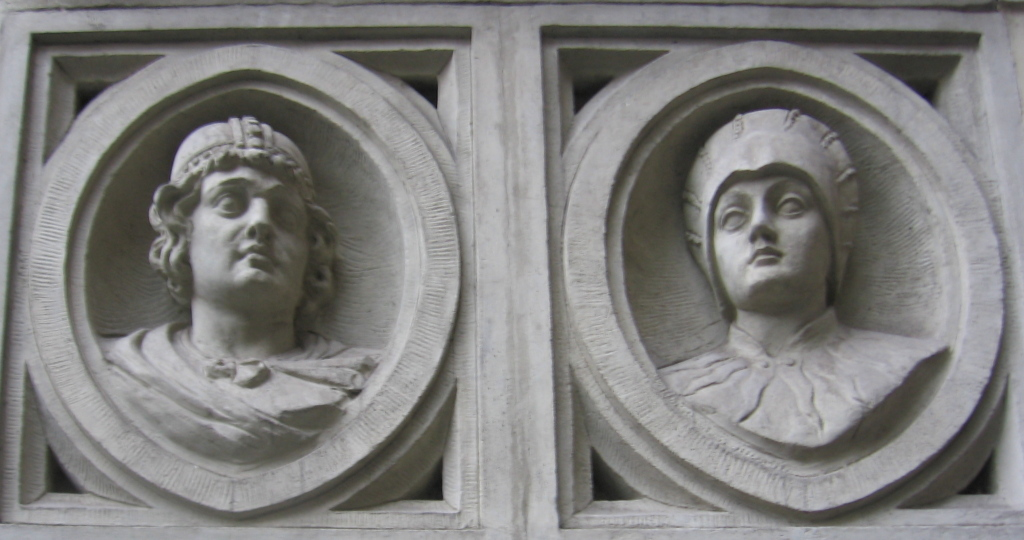
Płaskorzeźba przedstawiająca ludwisarza Wilde i jego żonę na ścianie kamienicy wzniesionej nieopodal ludwisarni

Dzwon miał nosić imię Marii, ale okoliczności związane z jego odlaniem spowodowały, że przylgnęła doń nazwa Dzwonu Grzesznika bądź Grzeszników, albo Dzwonu Biednych Grzeszników (Sünder Glocke albo Armen-Sünder Glocke). Przetrwał ponad pół tysiąclecia, z oblężeniem Festung Breslau włącznie; 17 maja 1945, już po zakończeniu działań wojennych, wybuch miny (lub – według innych informacji – zgromadzonej obok kościoła amunicji) spowodował zniszczenie wieży kościoła, zawalenie stropu i zniszczenie zabytkowego dzwonu.
W 1996 rada miasta Wrocławia podjęła decyzję o zrekonstruowaniu dzwonu na podstawie zachowanych rysunków, fotografii i nagrań dźwięku dzwonu. Inicjatywa ta na razie jednak nie doczekała się realizacji.